# Club Siero Deportivo Balonmano
El Siero Deportivo Balonmano es un club femenino español de balonmano de la localidad asturiana de Siero que actualmente milita en la División de Honor Plata de España.

## Historia
Fundado en 1984 por Alfonso García Camino entre sus objetivos formativos está que las niñas de los alrededores pudieran hacer ejercicio e invertir su tiempo de ocio en una actividad saludable. En estos años el club ha formado a muchas niñas, tanto en lo deportivo, como en lo personal, inculcado valores y desarrollarse como personas. El club tiene muchísimos equipos de niños e, incluso, un equipo senior en competición territorial.
Ha competido todos los años excepto la temporada del 2010-11, que no pudo disputar competiciones por falta de jugadoras. Ha participado en siete fases de ascenso en toda su historia y, en la 2014-15, tuvieron su último ascenso a División de Honor Plata (por entonces, la segunda división española).
Está patrocinado actualmente por el Ayuntamiento del concejo de Siero, NISSAN, Caja Rural y Asturias Paraiso Interior 

### Grandes jugadoras
Por sus filas han pasado jugadoras que han militado en División de Honor como Aida Fernández del Río que juega en el motive.co Gijón y es internacional con las "Guerreras" junior, Alba Fernández Vicente, que también jugó con el equipo gijonés o Fany Ruiz.

## Huevos Pintos
El club organiza el torneo de balonmano Huevos Pintos (también se le conoce como Güevos Pintos) dedicado a promocionar el balonmano en el principado.

## Galardones
En 2017 el club fue galardonado por la Federación Asturiana de balonmano como mejor club.